# 模仿犯 (小說)
《模仿犯》（日语：模倣犯），原中文譯名為《模倣犯》，日本作家宮部美幸所寫的長篇小說。本小說榮獲第五十五屆每日出版文化特別獎、2002年第五屆司馬遼太郎獎、2001年度藝術選獎文部科學大臣講文學部門獎，為宮部美幸最知名的推理作品之一。

## 作品簡介
《模仿犯》內容以連續殺人案為開端，是一部揭發社會問題的犯罪小說。
作品於1995年11月至1999年10月在《週刊Post》連載，經過編輯修改後，在2001年3月由小學館發行上、下兩冊單行本。其後新潮文庫亦於2005年11月至12月發行一套五冊單行本。
宮部美幸另一作品《樂園》是本作的續集，發生於模仿犯後9年，描述記者前畑滋子的內心世界。

## 故事概要
在東京郊區經營豆腐店的有馬義男外孫女古川鞠子突然下落不明，三個多月之後，真一在隅田川沿岸的大川公園發現了女性用的手提包和被砍斷的右手。日本電視臺和報紙對這一事件進行了大規模的報導，所有日本人都在關注事件的進展情況。有一通電話打到了電視臺節目：“我就是那個把右手扔到大川公園的男人，你們不想再對這一事件進行報導了嗎？”、“手提包和右手的主人是兩個不同的人，手提包的主人是一個名叫古川鞠子的女性。”罪犯不只一次地給節目打電話，興奮地談論著案件的相關情況，罪犯不僅嘲笑報導案件的媒體，還嘲笑因案件內容所興奮的觀眾。不久，在罪犯通知媒體的地方，發現了古川鞠子的屍體。

## 登場人物
網川 浩一／和平（Amikawa Kouichi／Peace）
連續殺人事件的主犯，栗橋浩美和高井和明的小學同學。由於笑容有似於和平牌商品的微笑標誌，所以暱稱和平，在故事前半部份也是稱「和平」而不名。
外表出眾，資產頗豐，學業成績優異。以能夠控制週遭眾人對他的看法而自鳴得意。母親婚後外遇，所以一開始沒人弄得清他是誰家的孩子。待弄清楚後，母親與她的兩個男人都各有家庭，使得網川位置尷尬，沒有歸屬感。殺害自已母親是他的犯罪之始。
身為栗橋浩美的精神寄託，卻將他當成利用對象。栗橋初次殺人後首先聯絡他。他以「把樹藏在樹林裏」為由，鼓動栗橋連續殺人。後來企圖將事件嫁禍給高井和明。
於栗橋浩美和高井和明因車離世後，以保護者的身份出現在高井由美子身邊，並以由美子作為活招牌，趁勢出書「另一個殺人犯」，賺得不虞之譽。
故事後段，因厭倦於由美子，假造高井和明的遺書以限制她的思路，由美子其後自殺。在出席電視節目，企圖將由美子的自殺推諉於前畑滋子時，被滋子以「真凶只是模倣犯」的說法激怒，衝動之下怒稱一切都是自己的「創作」，等同在大眾面前自白。
直到最後仍想傷害塚田真一，但被有馬義男壓制住氣焰。
栗橋 浩美（Kurihashi Hiromi）
連續殺人事件的主犯之一，網川浩一和高井和明的小學同學。家中經營小藥房。母親栗橋壽美子，父親栗橋則雄。名字襲自三個月即夭折的親姊姊，因而一直夢見姊姊前來追索軀體，不堪其擾。又因父母之間面和心不和，以及再上一輩的紛擾，而厭惡自己的出身。
外表英俊，頗有小聰明，自認為遠優於愚鈍的高井和明，一直壓榨並役使他；卻仰慕比自己更有手段的網川浩一，言聽計從。喜歡窺伺人心並以謊言玩弄他人以取得優越感。自以為是，但做事一廂情願，顧前不顧後。
26歲時和女朋友岸田明美在夜間到渡假村工地廢墟獵奇，驚覺週圍環境和夢中遭姊姊追殺的場景一樣，一時精神錯亂下殺害待在該處的翹家少女嘉浦舞衣，同時亦殺了在驚恐中掉落垃圾坑而身受重傷的岸田明美。殺人後聯絡和平想辦法，受其唆使而開始連續犯案，一起將這一切當成一場遊戲。
在古川鞠子失踪後，負責打電話到電視台記者透露案情，亦不止一次打電話戲耍有馬義男。
在故事前半部後段和網川浩一綁架了高井和明，企圖駕車回初次殺人的工地棄屍剛殺掉的最後一個被害人木村庄司（也是唯一的男性）後嫁禍高井和明。途中在精神錯亂下飛車墜崖而死。直到迴光返照的時刻才悔過。
高井 和明（Takai Kazuaki）
和善的胖子，性格溫暖。栗橋浩美和網川浩一的小學同學，自家蕎麥麵店的繼承人，高井由美子的哥哥。不善與人交往，視栗橋浩美為最好的朋友，為了友誼而容忍他的壓榨及役使，期望有一天能解開浩美的心結。和網川浩一認識，卻不太親近。
意外聽到栗橋浩美打給電視台的電話而起了疑心，但仍想要拯救浩美，重新開始，卻遭網川浩一和栗橋浩美構陷。於故事前半部後段被兩人綁架，後在被栗橋浩美載往初次殺人的工地途中出車禍，一同離世。
之前探訪受傷住院的栗橋壽美子時，由她口中得知栗橋浩美的姐姐並非夭折，而是被她親手所殺。在被載往殺人工地途中覺得有必要將實情告知深受困擾的浩美，卻造成駕車的浩美精神崩潰而出車禍。
高井 由美子（Takai Yumiko）
高井和明的妹妹。於高井和明死後，認為哥哥和殺人事件無關，只是被牽扯進去。她先找上連載案性的滋子說明，後於「巧遇」網川浩一後遭設局利用，開始對浩一過度依賴、愛戀。她一直努力聯絡負責案件的刑警、記者和家屬，想為哥哥解釋，卻因浩一的詭計而造成反效果，在多重打擊下變得畏縮，自殺未遂。後遭厭惡她的浩一假造高井和明遺書欺騙，絕望下跳樓身亡。
有馬 義男（Arima Yoshio）
古川鞠子的外祖父、古川高智子的父親。豆腐店老闆。在古川鞠子失踪、被殺後，四處奔走希望找出孫女受害的理由。不止一次被栗橋浩美用變聲器打電話戲弄，但依然沉着應對。最早察覺連環殺人事件主犯不止一名的人之一。在失去家人的悲痛之中，仍舊冷靜的識破想要利用被害者親屬們的假律師。在認識塚田真一後，同樣失去家人的一老一少相互扶持。
古川 鞠子（Furukawa Mariko）
古川高智子和古川茂的女兒，有馬義男的外孫女。其手提包等個人物品和另名受害者的殘肢一同在大川公園內被發現。因善心遭利用而被綁架並監禁。遺骨本和其他被害者一樣被埋在網川浩一的別墅外，其後卻被網川浩一和栗橋浩美起出並放置在市區，以吸引媒體報導。
前畑 滋子（Maehata Shigeko）
自由記者，前畑昭二的妻子。受連環殺人事件啟發而寫出的報導文學獲得連載，從而聲名大噪。在搜集資料的過程中結識被樋口惠不斷騷擾的塚田真一，並收留他一段時間。又被急著聯繫相關人士的高井由美子聯絡上。
因被網川浩一設局，而引發公關危機。網川再以栗橋和高井舊識的身份出書與她的連載打對台，使身為局外人的她居於下風，連載中斷。但卻因而對網川產生興趣，憑一己之力查出網川的身世，並與警方合作。
在故事最後為求自保而出招，無意中引出網川浩一自曝真相。
前畑 昭二（Maehata Shouji）
前畑滋子丈夫，本來很支持滋子的記者事業，但因滋子疏於照顧家庭而感到兩人價值觀不合，提出離婚。最後終於明白老婆一切作為的價值，於故事尾聲夫妻和好。
塚田 真一（Tsukada Shinichi）
高中生。於大川公園發現殘肢的人之一。自己以外的家人遭入室搶劫後滅門。因為親戚們各有困難，後由父親的朋友淺井家收養。
一直逃避樋口惠的追索，也不斷自責向朋友透露父親繼承遺產之事，認為是被滅門的根本緣由。也認為女子們受害是由於自己帶來厄運，也為由美子的跳樓自責。
後與有馬義男相互扶持，與水野久美結為男女朋友。靠大家的幫助袪除心魔。
水野 久美（Mizuno Kumi）
高中生。與塚田真中一同在大川公園發現殘肢，其後一直支持他，並結為男女朋友，努力幫他走出陰霾。
樋口 惠（Higuchi Megumi）
高中生。父親是殺害塚田真一全家的凶手。一直認為其父親是不得已才殺人，並認為和朋友透露其父繼承了遺產的真一要對事件負上最終責任。
堅持找塚田真一和父親見面以瞭解她所以為的不得已，甚至不惜離家出走、出賣自己。因所求不遂，經常以自己的片面認知無情的傷害別人。
在故事後段刻意結識網川浩一，在他答應為其父一事寫書後依附浩一，但最後因浩一被捕而不了了之。
坂木 達夫（Sakaki Tatsuo）
東中野警署生活安全課刑警。因早前負責古川鞠子的失蹤案，在鞠子與連環命案發生關連後加入命案調查。
武上 悦郎（Takegami Etsurou）
黑東警署搜查一課第四科巡查部長，篠崎隆一的上司，負責為案件收納與裝訂資料並編輯報告書，後勤支援的要員。
最早察覺連環殺人事件有兩名主犯的人之一。雖然並不參與調查工作，卻仍基於對案件的興趣而請託自己的妻子、女兒和前同袍收集料及提供意見。其女所接觸的一名曾遭網川浩一和栗橋浩美綁架未遂的女性受害人，認出了網川浩一的聲音。
篠崎 隆一（Shinozaki Ryuuichi）
刑警，武上悅郎的下屬。曾被姑母安排和高井由美子相親，但因爆發連環殺人案臨時拒絕。由美子在哥哥死後想聯絡他。篠崎原本想答應，但被長官勸阻。對由美子一直心懷內疚。因想要聯絡由美子而恰巧救下割腕的她，卻又被已成其精神依靠的網川截走。
故事後段陪同武上的女兒和綁架未遂的受害人見面，發現網川浩一有重大嫌疑。
岸田 明美（Kishida Akemi）
栗橋浩美的女朋友。對生活圈外認知淺薄，因嫌貧愛富而遭假扮菁英份子的栗橋玩弄，卻毫無自知。本著獵奇心態拉浩美到荒廢的渡假村工地尋找幽靈，受驚嚇後跌落垃圾坑，身受重傷，再被精神錯亂的浩美所殺。

日高 千秋（Hidaka Chiaki）
叛逆卻又不愛惜自己的美貌高中生，不滿於現實而對未來懷抱不切實際的幻想。因不識人心險惡而遭浩美利用為之傳訊息給有馬義男，後被拐走監禁並遭縊殺。栗橋浩美和網川浩一的最後一名女性受害人。其母日高道子其後遭假律師利用詐財。

## 電影
《模仿犯》電影版由森田芳光執導，於2002年在日本上映。《模仿犯》獲得第57回每日電影獎。津田寛治獲得第45回藍絲帶獎 (電影)男配角獎。《模仿犯》觀影人數超過100萬人次。

### 演員
- 網川浩一（Peace）：中居正廣（中學時代：橋本康榮）
- 高井和明：藤井隆（中學時代：蓑輪裕太）
- 栗橋浩美：津田寛治（中學時代：植田健）
- 前畑滋子：木村佳乃
- 有馬義男：山崎努
- 古川鞠子：伊東美咲
- 前畑昭二：寺脇康文
- 武上悦郎：平泉成
- 塚田真一：田口淳之介
- 高井由美子：藤田陽子
- 岸田明美：小池榮子
- 古川真智子：中村久美
- 古川茂：小木茂光
- 栗橋壽美子：由紀沙織
- 坂木刑事：吉田朝
- 篠崎刑事：MORO師岡
- 木島主播：城戸真亞子
- 服務生：松本忍
- 記者：福澤朗
- 井田由美、小倉淳、若林健治、大杉君枝、豐田順子、藤井貴彦 (主播客串演出)

其他演員
- 山田花子
- 佐藤江梨子
- 坂下千里子
- 爆笑問題（太田光・田中裕二）
- PUFFY（大貫亞美・吉村由美）

## 日本電視劇
2016年於東京電視台播出，一共兩集，主演中谷美紀。本作品為紀念東京電視台總部搬遷至六本木之項目「六本木三丁目搬遷」特別劇第一彈，中谷是初出演東京電視台的電視劇。
此電視劇是以主角前畑為主線劇情。

### 演員
- 前畑滋子 - 中谷美紀[3]
- 網川浩一（Peace） - 坂口健太郎
- 高井和明 - 滿島真之介
- 栗原浩美 - 山本裕典
- 武上悅郎 - 岸部一德
- 有馬義男 - 橋爪功
- 塚田真一 - 濱田龍臣
- 前畑昭二 - 杉本哲太
- 高井由美子 - 清水富美加
- 樋口惠美 - 久保田紗友
- 田中管理官 - 國廣富之
- 秋津信吾 - 真島秀和
- 篠崎誠司 - 長田成哉
- 田川一義 - 笠原秀幸
- 淺井祐子 - 真飛聖
- 前畑千代 - 丘光子
- 淺川智也 - 山中崇
- 江崎社長 - 森本雷歐
- 岸田明美 - 石田妮可
- 坂崎弘光 - 溫水洋一
- 木村惠理 - 藤吉久美子
- 高井文子 - 藤田朋子
- 日高道子 - 有森也實
- 増岡匡史 - 渡辺一惠
- 神崎警部 - 益岡徹
- 木田隆夫 - 吉田鋼太郎
- 古川真智子 - 室井滋
- 板垣雅子 - 高畑淳子
- 古川鞠子 - 松本穗香

## 相關網站
- （日語）大極宮 （页面存档备份，存于）：宮部美幸與大沢在昌、京極夏彥合作的官方網站
- （日語）東京電視台官方網站 （页面存档备份，存于）